# In for the Kill
In for the Kill je čtvrté album skupiny Budgie. Bylo vydáno v roce 1974. Obsahuje znovu nahranou píseň „Crash Course In Brain Surgery“, původně vydanou jako singl v roce 1971 a vydanou jako cover-verze skupinou Metallica na jejich EP Garage Days Re-Revisited, z roku 1987.

## Seznam stop
1. In for the Kill – (6:32)
2. Crash Course in Brain Surgery – (2:39)
3. Wondering What Everyone Knows – (2:56)
4. Zoom Club – (9:56)
5. Hammer and Tongs – (6:58)
6. Running From My Soul – (3:39)
7. Living on Your Own – (8:54)
Remasterované CD navíc obsahuje:
8. Zoom Club (Single Edit)
9. In for the Kill (2003 Version)
10. Crash Course in Brain Surgery (2003 Version)
11. Zoom Club (2003 Version)

## Obsazení
- Burke Shelley – baskytara, zpěv
- Tony Bourge – kytara, zpěv
- Pete Boot – bicí